# Angus Macintyre
Pour les articles homonymes, voir MacIntyre.
Angus John Macintyre, né le 10 octobre 1941, est un mathématicien britannique spécialiste de logique et de théorie des modèles, qui travaille aussi en algèbre et en combinatoire.

## Biographie
Angus Macintyre a passé sa thèse en 1968 à l'université Stanford, sous la direction de Dana Scott. Il a été professeur à l'université Yale dans les années 1970, à l'université d'Oxford au début des années 1990, puis à l'université d'Édimbourg et est actuellement au Queen Mary College de l'université de Londres.
Son nombre d'Erdős est 2. Il est marié à la mathématicienne Beatrice Pelloni.

## Prix et distinctions
En 1993, il a été Gödel Lecturer de l'Association for Symbolic Logic avec une conférence intitulée Logic of Real and p-adic Analysis: Achievements and Challenges. et il est devenu Fellow de la Royal Society. Conférencier Tarski à Berkeley en 1998, il a reçu en 2003 le prix Pólya de la London Mathematical Society, qu'il a présidée de 2009 à 2011.